# Vogelfreistätte Lebrader Teich

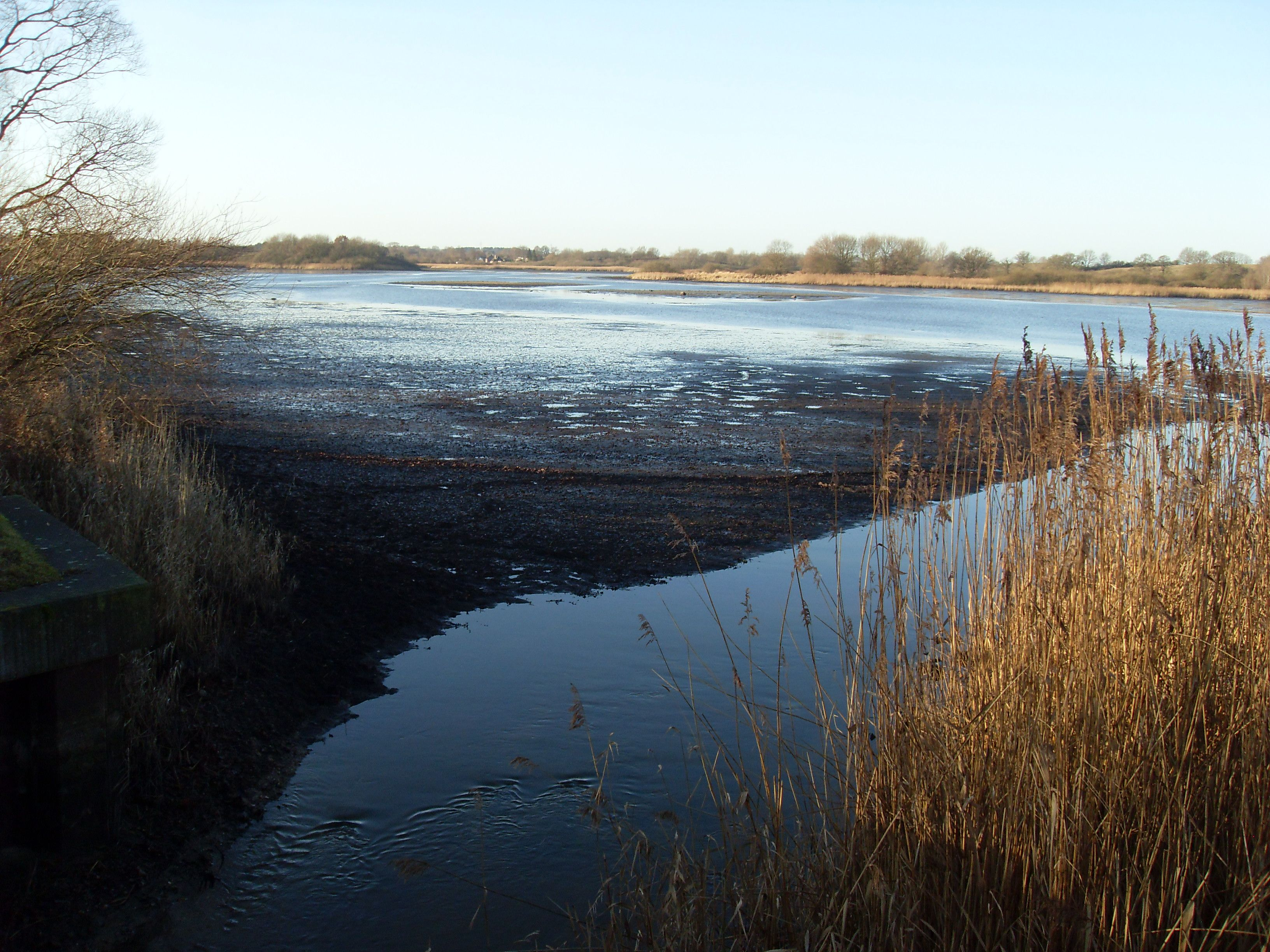
Naturschutzgebiet Vogelfreistätte Lebrader Teich von der L 53

Das Naturschutzgebiet Vogelfreistätte Lebrader Teich befindet sich im Naturpark Holsteinische Schweiz und umfasst das Gewässer bzw. Feuchtgebiet des Lebrader Teichs sowie einige angrenzende Bereiche. Lediglich am Südufer (Nähe Lebrader Mühle) gehört ein kleiner Bereich nicht zum Naturschutzgebiet. Bei einer Länge von rund 1,7 Kilometer und einer Breite von etwa einem Kilometer hat das Naturschutzgebiet eine Fläche von ungefähr 144 Hektar. Es ist auch als FFH-Gebiet DE-1728-305 NSG Vogelfreistätte Lebrader Teich ausgewiesen und außerdem ein Teil des mehrere Gebiete umfassenden EU-Vogelschutzgebiets DE-1728-401 Teiche zwischen Selent und Plön. Damit ist das Gebiet Teil des europäischen Natura-2000-Netzwerks. Es wird vom Naturschutzbund Deutschland, Landesverband Schleswig-Holstein e. V. betreut.

## Geschichte
Die Seen wurden im 17. Jahrhundert künstlich als Fischteiche vom Gut Rixdorf zur Karpfenhaltung und Zucht angelegt. Heute werden die großflächigen, sehr flachen, ablassbaren Teichanlagen weiterhin extensiv genutzt, ein Besatz mit Fischen findet nicht mehr statt. Die gemeinnützige Marius-Böger-Stiftung für Naturschutz und Landeskunde hat das Gebiet gepachtet. Im Winter werden die Teiche abgelassen.

## Flora
Bei dem Gebiet handelt es sich um natürliche eutrophe Seen, die internationale Bedeutung für den Schutz ziehender Wasservögel haben. Neben den Seen sind Verlandungsgebiete vorhanden. Dort treten charakteristische Vegetationsformen wie Röhricht, Weidengebüsche, Feuchtgrünland, Bruchwälder sowie Niedermoor- und Zwischenmoorvegetation auf.

## Fauna
Im Teichbereich und den Verlandungsgebieten halten sich zahlreiche zum Teil seltene Brutvögel wie zum Beispiel Schnatterenten, Höckerschwäne und Lappentaucher auf. Des Weiteren sind die hier lebenden Amphibien wie der Moorfrosch und die Rotbauchunke als besonders schützenswert hervorzuheben.

## Nutzung
Die Kreisstraße L 53 führt von Lebrade nach Sellin (Kreis Plön) durch das Gebiet. Auf der Strecke ist das Anhalten nicht möglich, man hat von hier aber einen guten Überblick über das Naturschutzgebiet. Ein Beobachtungsstand befindet sich im nördlichen Teil der Ortschaft Lebrade. Von hier ist eine gute Beobachtungsmöglichkeit der Vögel im Gebiet gegeben. Es befindet sich hier eine kleine Informationstafel über das Naturschutzgebiet und die hier lebenden, seltenen Vogelarten.  Das Gebiet ist ansonsten nicht mit Wegen erschlossen.